# دون برستون
دون برستون (بالإنجليزية: Don Preston)‏ هو موسيقي أمريكي، ولد في 16 سبتمبر 1942 في دنفر في الولايات المتحدة.

## وصلات خارجية
- الموقع الرسمي
- دون برستون على موقع ميوزك برينز (الإنجليزية)
- دون برستون على موقع ديسكوغز (الإنجليزية)